# XG (гурт)
XG ([ɛks-dʒiː]; абревіатура від Xtraordinary Girls) — японський жіночий гурт, що базується в Південній Кореї. Гурт був сформований Xgalx, дочірньою компанією Avex, і складається з семи учасниць: Джурін, Чіси, Хінати, Джурії, Кокони, Майї та Гарві. Вони дебютували 18 березня 2022 року, випустивши англомовний цифровий сингл «Tippy Toes».

## Назва
Назва гурту XG є абревіатурою від «Xtraordinary Girls». Цей термін відображає прагнення дівчат створювати свіжу та неординарну музику з винахідливім яскравим виконанням для молоді по всьому світу.

## Кар'єра

### 2022–дотепер: дебют
Облікові записи XG у соціальних мережах були запущені 25 січня 2022 року з коротким тизером під назвою Xgalx — The Beginning. На відео показано кількох дівчат, які навчаються для проекту Xgalx. Після цього було показано танцювальне відео з корейського вуличного танцювального телешоу Street Woman Fighter, режисером якого став Чхве Хьо Джін. Протягом наступних кількох тижнів гурт випустив серію тизерів, включаючи реп-відео з Джурін і Гарві, які виконують кавер-версію пісні Роба Стоуна «Chill Bill» і вокальне кавер-відео на пісню Джастіна Бібера «Peaches», у виконанні Джурії та Чізи. 2 лютого XG опублікували відео сольного танцювального виступу, де кожен учасник танцював у своєму стилі.
18 березня XG дебютували, випустивши повністю англомовний цифровий сингл «Tippy Toes». 29 червня вони випустили свій другий повністю англомовний сингл під назвою «Mascara». Після цього відбулася їхня перша телевізійна поява на південнокорейському музичному шоу Mnet M Countdown.
17 листопада XG випустили реп-відео під назвою «Galz Xypher». Відео стало вірусним у TikTok, набравши 14 мільйонів переглядів на платформі.
25 січня 2023 року XG випустили свій третій повністю англомовний сингл «Shooting Star» разом із музичним кліпом і додатковим треком «Left Right».
6 березня 2023 року XG увійшли до Топ-40 радіостанцій Mediabase US Radio, ставши першим японським виконавицем та першим японським гуртом, якому це вдалося.
30 червня 2023 року XG випустили пре-релізний сингл «GRL GVNG» та музичне відео до нього, який увійде у майбутній дебютний мініальбом New DNA.

## Учасниці
| Сценічне імʼя | Сценічне імʼя | Справжнє імʼя | Справжнє імʼя  | Дата народження              | Позиція у гурті                        |
| Українською   | Латиницею     | Українською   | Кандзі         | Дата народження              | Позиція у гурті                        |
| ------------- | ------------- | ------------- | -------------- | ---------------------------- | -------------------------------------- |
| Чіса          | Chisa         | Кондо Чіса    | 近藤千彩       | 17 січня 2002 (23 роки)      | Головна вокалістка                     |
| Хіната        | Hinata        | Сохара Хіната | 宗原ひなた     | 11 червня 2002 (23 роки)     | Саб-вокалістка, танцюристка            |
| Джурін        | Jurin         | Асая Джурін   | 浅谷珠琳       | 19 червня 2002 (23 роки)     | Ведуча реперка, лідерка                |
| Гарві         | Harvey        | Гарві Емі     | ハーヴィー瑛美 | 18 грудня 2002 (22 роки)     | Головна реперка, ведуча вокалістка     |
| Джуріа        | Juria         | Уеда Джуріа   | 上田純利亜     | 28 листопада 2004 (20 років) | Головна вокалістка                     |
| Мая           | Maya          | Каваті Мая    | 河地まや       | 10 серпня 2005 (20 років)    | Ведуча реперка, ведуча вокалістка      |
| Кокона        | Cocona        | Кокона Акіяма | 秋山心響       | 6 грудня 2005 (19 років)     | Головна реперка, саб-вокалістка, макне |

## Дискографія

### Мініальбоми
| Назва   | Деталі                                                                               | Пікові позиції у чартах | Пікові позиції у чартах |
| Назва   | Деталі                                                                               | JPN Oricon              |                         |
| ------- | ------------------------------------------------------------------------------------ | ----------------------- | ----------------------- |
| New DNA | - Реліз: 27 вересня 2023 - Лейбл: Xgalx - Формат: CD, цифрове завантаження, стриминг | 2                       |                         |

### Сингли
| Назва                                                                            | Рік  | Пікові позиції у чартах | Пікові позиції у чартах | Пікові позиції у чартах | Пікові позиції у чартах | Пікові позиції у чартах | Пікові позиції у чартах | Продажі                | Альбом               |
| Назва                                                                            | Рік  | JPN Comb.               | JPN Hot                 | NZ Hot                  | HUN                     | SGP                     | WW Excl. US             | Продажі                | Альбом               |
| -------------------------------------------------------------------------------- | ---- | ----------------------- | ----------------------- | ----------------------- | ----------------------- | ----------------------- | ----------------------- | ---------------------- | -------------------- |
| «Tippy Toes»                                                                     | 2022 | —                       | —                       | —                       | —                       | —                       | —                       | Н/Д                    | Сингли поза альбомом |
| «Mascara»                                                                        | 2022 | 27                      | 14                      | —                       | —                       | —                       | —                       | Н/Д                    | Сингли поза альбомом |
| «Shooting Star»                                                                  | 2023 | 27                      | 26                      | 32                      | —                       | 23                      | 144                     | - Японія: 4,151 (Dig.) | Сингли поза альбомом |
| «Grl Gvng»                                                                       | 2023 | —                       | 94                      | —                       | 16                      | —                       | —                       | - Японія: 1,635 (dig.) | New DNA              |
| «TGIF»                                                                           | 2023 | —                       | 93                      | —                       | 33                      | —                       | —                       |                        | New DNA              |
| «New Dance»                                                                      | 2023 | —                       | 18                      | —                       | —                       | —                       | —                       |                        | New DNA              |
| «—» релізи, що не потрапили у чарти або не були випущені у відповідних регіонах. |      |                         |                         |                         |                         |                         |                         |                        |                      |

### Інші пісні у чартах
| Назва        | Рік  | Пікові позиції у чартах | Пікові позиції у чартах | Альбом          |
| Назва        | Рік  | SGP Reg.                | US Pop                  | Альбом          |
| ------------ | ---- | ----------------------- | ----------------------- | --------------- |
| «Left Right» | 2023 | 22                      | 35                      | «Shooting Star» |

## Відеографія

### Музичні відео
| Назва           | Рік  | Режисер(и)                                  | Прим.         |
| --------------- | ---- | ------------------------------------------- | ------------- |
| «Tippy Toes»    | 2022 | Nuri Jeong (COSMO)                          | [ 30 ] [ 31 ] |
| «Mascara»       | 2022 | Paranoid Paradigm (VM Project Architecture) | [ 32 ] [ 33 ] |
| «Shooting Star» | 2023 | Rigend Film                                 | [ 34 ]        |
| «Left Right»    | 2023 | Jinooya Makes                               | [ 35 ]        |
| «GRL GVNG»      | 2023 | Cho Gi-Seok                                 | [ 36 ] [ 37 ] |
| «TGIF»          | 2023 | RIMA YOON, DJ JANG (Rigend Film)            | [ 38 ]        |
| «New Dance»     | 2023 | FLIPEVIL                                    | [ 39 ]        |

## Нагороди і номінації
| Нагорода                     | Рік  | Категорія         | Номінант / Робота | Результат | Прим.  |
| ---------------------------- | ---- | ----------------- | ----------------- | --------- | ------ |
| MTV Video Music Awards Japan | 2022 | Rising Star Award | XG                | Перемога  | [ 40 ] |